# Mopreme Shakur
Mopreme Shakur (New York, 1969) is een Amerikaans rapper. 
Mopreme Shakur is de stiefbroer van rapper Tupac Shakur. De moeder van Tupac, Afeni Shakur, hertrouwde met de vader van Mopreme. 
Hij is vooral bekend door de samenwerkingen samen met Tupac. Zo zat hij eerst in de rapgroep Thug Life (begonnen door Stretch en Tupac) en nam hij later ook deel aan rapgroep The Outlawz (door Tupac gevormde groep nadat deze uit de gevangenis kwam).